# Calasetta
Calasetta (sardinski: Cal 'e Sèda, Câdesédda) je grad i općina (comune) u pokrajini Južnoj Sardiniji u regiji Sardiniji, Italija. Nalazi se na nadmorskoj visini od 9 metara i ima populaciju od 2 923 stanovnika.
 Prostire se na teritoriju od 31,06 km². Gustoća naseljenosti je 94 st/km².
Susjedne općine su: Sant'Antioco.